# Albert I al Prusiei
Albert de Prusia (germană Albrecht; latină Albertus; n. 17 mai 1490 – d. 20 martie 1568) a fost al 37-lea și ultimul suveran Mare Maestru al Cavalerilor Teutoni și, după convertirea la luteranism, primul duce al Prusiei, care a fost primul stat care a adoptat credința luterană și protestantismul drept religie de stat. Albert s-a dovedit a avea un rol esențial în răspândirea politică a protestantismului în stadiu incipient.
Pentru că Albert a fost membru al ramurii Brandenburg-Ansbach a Casei de Hohenzollern, s-a sperat că alegerea sa ca Mare Maestru ar inversa declinul Cavalerilor Teutoni început cu anul 1410; Ducele Frederic de Saxonia din Casa de Wettin a fost ales din același motiv.